# Kreis Călărași

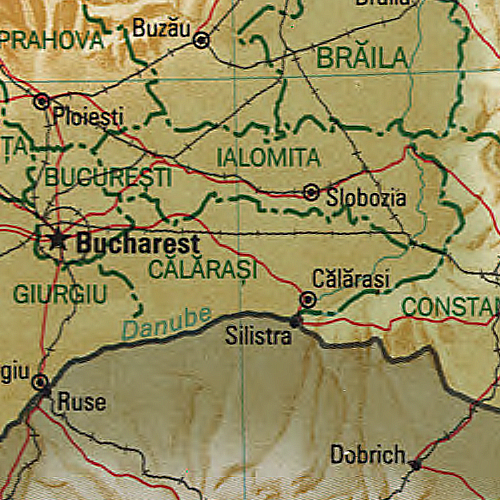
Karte des Kreises Călărași

Călărași ([kələˈraʃʲ]; Ausspracheⓘ) ist ein rumänischer Kreis (Județ) in der Region Walachei mit der Kreishauptstadt Călărași. Seine gängige Abkürzung und das Kfz-Kennzeichen sind CL.
Der Kreis Călărași grenzt im Norden an den Kreis Ialomița, im Osten an den Kreis Constanța, im Süden an Bulgarien, im Westen an die Kreise Giurgiu und Ilfov.

## Demographie
Im Jahr 2002 hatte der Kreis 324.629 Einwohner und eine Bevölkerungsdichte von 64 Einwohnern pro km². 2011 hatte der Kreis Călărași 306.691 Einwohner somit eine Bevölkerungsdichte von etwa 60 Einwohnern pro km².

## Geographie
Der Kreis hat eine Gesamtfläche von 5088 km², dies entspricht 2,1 % der Fläche Rumäniens. In der Walachischen Tiefebene, liegt der Kreis auf der linken Seite der Donau.

## Städte und Gemeinden

### Status der Ortschaften
Der Kreis Călărași besteht aus offiziell 166 Ortschaften. Davon haben fünf den Status einer Stadt, 50 den einer Gemeinde und die übrigen sind administrativ den Städten und Gemeinden zugeordnet.

### Größte Orte
| Stadt/Gemeinde            | Einwohner |
| ------------------------- | --------- |
| Călărași                  | 68.211    |
| Oltenița                  | 22.624    |
| Modelu                    | 10.052    |
| Dragalina                 | 07.848    |
| Borcea                    | 07.219    |
| Budești                   | 07.126    |
| Fundulea                  | 06.714    |
| Chirnogi                  | 06.629    |
| Dor Mărunt                | 06.469    |
| Frumușani                 | 06.124    |
| Roseți                    | 06.017    |
| Lehliu Gară               | 05.991    |
| Fundeni                   | 05.568    |
| Curcani                   | 05.301    |
| Mânăstirea                | 05.137    |
| (Stand: 1. Dezember 2021) |           |